# Aepus
Aepus — рід жуків-турунів з підродини трехін. Поширені у Франції, на Канарських островах і архіпелазі Мадейра, в Іспанії, Албанії, Великій Британії, Ірландії, Норвегії та Швеції.
Представники даного роду характеризуються наступними ознаками:
- Жуки завдовжки менше 2,5 мм;
- Очі рудиментарні;
- Надкрила з рідкісними стоячими волосками.